# Mario Fernández Cuesta
Mario Fernández Cuesta (Santander, Cantabria, 30 de abril de 1988), conocido deportivamente como Mario, es un futbolista español que juega en la posición de portero en el C. D. Tropezón de la Tercera Federación. Compagina esta labor con la de entrenador de porteros en las categorías inferiores del Racing de Santander.

## Trayectoria
Se formó en las categorías inferiores del Racing de Santander, al que pertenecía desde 1996.
Durante el ejercicio 2008-09 ya estuvo convocado como portero suplente del primer equipo del Racing en dos oportunidades, ante el Manchester City y el Málaga C. F.
Debutó en el primer equipo como titular el 6 de enero de 2010 en el partido de ida de la Copa del Rey frente a la A. D. Alcorcón en el Estadio Santo Domingo que acabó con resultado de 2 a 3.
Debutó en la Primera División como titular el 15 de mayo de 2011 en el partido frente al Sporting de Gijón en El Molinón que acabó con resultado de 2 a 1.
Comenzó la temporada 2011-12 como segundo portero del primer equipo, pero tras la lesión de Toño fue titular en la fase final de la Liga.
El 25 de mayo de 2014 consiguió el ascenso a la Segunda División tras vencer 1-0 en El Sardinero a la U. E. Llagostera. El 10 de julio del mismo año renovó con el Racing por dos temporadas.
En el verano de 2015, y tras el descenso del Racing, firmó con el Club Atlético Osasuna. Finalizó su contrato el 30 de junio de 2017 y el 18 de agosto fichó por una temporada por el Rayo Vallecano.
El 3 de agosto de 2018 fichó por el Fútbol Club Cartagena. El 9 de enero de 2020 se unió a Unionistas de Salamanca, donde estuvo hasta final de temporada antes de recalar en el Pontevedra C. F. Allí estuvo una temporada y en agosto de 2021 llegó al C. D. Tropezón.

## Selección nacional
A finales de 2006 fue convocado por la selección española sub-19, que se preparaba para disputar la Eurocopa 2007 de la categoría, disputando un total de tres partidos amistosos, dos de ellos completos.

## Clubes
| Club                          | País   | Año       | PJ  | Goles |
| ----------------------------- | ------ | --------- | --- | ----- |
| Racing de Santander B         | España | 2006-2010 | 48  | 0     |
| Racing de Santander           | España | 2010-2015 | 108 | 0     |
| C. A. Osasuna                 | España | 2015-2017 | 12  | 0     |
| Rayo Vallecano                | España | 2017-2018 | 2   | 0     |
| F. C. Cartagena               | España | 2018-2019 | 11  | 0     |
| Unionistas de Salamanca C. F. | España | 2020      | 8   | 0     |
| Pontevedra C. F.              | España | 2020-2021 | 15  | 0     |
| C. D. Tropezón                | España | 2021-     |     |       |